# Пикарда Буери
Пикàрда Буèри (на италиански: Piccarda Bueri; * ок. 1368, Верона, дн. Италия; † 19 април 1433, Флоренция, Флорентинска република) е съпруга на Джовани ди Бичи де Медичи, основател на Банката на Медичите, и майка на първия де факто господар на Флоренция Козимо Стари.

## Произход
Информацията за нея е оскъдна. Известно е, че е дъщеря на Едоардо Буери, член на семейство с древно потекло, първоначално от Флоренция, но също така с икономически интереси и в други градове; семейството всъщност е във Верона през първата половина на XIV век, когато се ражда Пикарда.

## Биография
След като Пикарда отива от родния си град Верона обратно във Флоренция, тя се омъжва за младия банкер Джовани ди Бичи през 1386 г., който по онова време е служител в процъфтяващата банка на баща му Аверардо. Джовани наскоро е бил назначен за ръководител на клона в Рим, той има средства, но със сигурност не може все още да се нарече богат.
Бракът с Пикарда, благодарение на 1500-те флорина, донесени като зестра, позволява на Джовани да направи скок към успеха и богатството, което по-късно ще бъде солидната основа на цялото семейно състояние на Медичите: всъщност с тези пари той успява да използва добре своите предприемачески умения, инвестирайки ги в закупуването на римския клон на банката, който по-късно е разширен благодарение и на активите на други партньори. От успеха на това икономическо начинание Джовани при смъртта си е вече един от най-богатите флорентинци на времето.
Пикарда и Джовани живеят в сграда на няколко крачки от катедралата Санта Мария дел Фиоре, на настоящата флорентинска улица „Риказоли“. Имат две деца: Козимо и Лоренцо, и две други деца, които умират преждевременно. Пикарда се грижи за семейните дела и често, когато съпругът ѝ отсъства по работа, контролира положението с банката във Флоренция. Със смъртта на съпруга си тя остава централният полюс на семейството до смъртта си. Преди да умре, нейният съпруг посъветва децата си „да я уважават и да не отнемат заслужените ѝ почести“, като се има предвид, че икономическата стабилност, постигната от семейството, зависи и от нея.
Погребана е до съпруга си в центъра на Старата сакристия в базиликата Сан Лоренцо, в гробницата, изваяна от Буджано. Карло Марсупини, хуманист и поет, пише писмо до двамата ѝ сина след смъртта ѝ, в което възхвалява добродетелите, човешките дарби и съпружеската вярност към Нанина, както я наричат в семейството.

## Брак и потомство
∞ 1386 във Флоренция за Джовани де Бичи де Медичи, банкер, от когото има четири деца, две от които, според бъдещите историците, са родоначалници на двата основни клона на семейство Медичи:
- Козимо де Медичи (* 27 септември 1389, Флоренция, Флорентинска република; † 1 август 1464, Кареджи, пак там), наследява богатството на баща си и дава началото на клона, известен като Кафаджоло; политик и банкер, първи господар де факто на Флоренция и първи значим държавник от Дом Медичи; ∞ 1415 за Контесина де Барди, дъщеря на Джовани, граф на Вернио, и на Емилия Панокиески от графовете на Елчи, от която има двама сина. Има и един извънбрачен син.
- Дамяно де Медичи († 1390, като бебе), източниците в това отношение не са ясни, но той вероятно е близнак на Козимо
- Лоренцо де Медичи (* ок. 139, Флоренция; † 23 септември 1440, Кареджи), дава началото на кадетския клон Пополано; банкер; ∞ 1416 за Джиневра дей Кавалканти, от която има двама сина
- Антонио де Медичи († 1398 като малък)

- Децата на Пикарда
- Козимо Стари
- Лоренцо Стари